# Fréon (maison d'édition)
Pour les articles homonymes, voir Fréon.
Fréon était une maison d'édition de bande dessinée alternative belge fondée en 1994 par Thierry Van Hasselt, Vincent Fortemps, Denis Deprez, Olivier Deprez, Jean-Christophe Long et Olivier Poppe et qui a fusionné avec Amok dans le Frémok en 2001.

## Histoire
À leur sortie de l'École de Saint-Luc, Thierry Van Hasselt, Vincent Fortemps, Denis et Olivier Deprez, Jean-Christophe Long et Olivier Poppe constatant que les éditeurs traditionnels belges ne convenaient pas à leurs désirs narratifs, participent en 1992 à la création de la revue Frigorevue (Frigo productions) qui se double en 1994 de Frigibox (Fréon). Celle-ci devient une maison d'édition en 1997 avec la parution des Nébulaires de Denis Deprez. Ensuite, l'éditeur publie quelques dizaines d'albums. Fin 2001, Fréon fusionne avec Amok, afin de pouvoir faire face à la crise de surproduction de la bande dessinée.

## Objectifs
Les fondateurs de Fréon, eux-mêmes auteurs, dans la tradition de la bande dessinée alternative, alliaient à un grand souci formel « une volonté de réfléchir sur la bande dessinée à chaque niveau de construction, que ce soit le dessin, l’écriture, la structure du récit » autour de l'idée d'« image narrative ».

## Œuvres publiées

### Revues
- Frigorevue, 4 numéros, 1992-1995.
- Frigobox, 10 numéros, 1994-1999.
- Frigobox - Récits de Villes, 5 numéros, 2000-2001.

### Collection Amphigouri
- Denis Deprez, Les nébulaires, 1995.
- Vincent Fortemps, Cimes, 1995.
- Dominique Goblet, Portraits crachés, 1997.
- Martin Tom Dieck (scénario et dessin) et Jens Balzer (scénario), Deleuze :

1. Salut, Deleuze !, 1997.
2. Les Nouvelles Aventures de l'incroyable Orphée. Le Retour de Deleuze, 2002.

- Alex Barbier, Lettres au maire de V. :

1. Lettres au maire de V., 1998.
2. Autoportrait du vampire d'en face, 2000.

- Stefano Ricci (dessin) et Gabriella Giandelli (scénario), Anita, 1999.
- Ricard Castells (dessin) et Felipe Hernandez Cava (scénario), L'Expiation, 1999.
- Thierry Van Hasselt, Gloria Lopez, 2000.
- Alberto et Enrique Breccia (dessin) et Hector Oesterheld (scénario), Che, 2001.

### Quadrupède
- Alex Barbier, De la chose, 1997.
- Stefano Ricci, Dépôt noir :

1. Dépôt noir 1, 2000.
2. Dépôt noir 2, 2002.

### Hors-Collection
- Helena Klakočar, Passage en douce, 1999.
- Jan Baetens (scénario) et divers dessinateurs, Self-Service, 2001.

### Documentation
- Interview de Thierry Van Hasselt et Vincent Fortemps, dans Jade n°18, 6 Pieds sous terre, 1999.
- Interview de Thierry Van Hasselt, Vincent Fortemps, Denis et Olivier Deprez, dans L’Indispensable n°4, octobre 1999.
- Jan Baetens, « S'engager à l'ère postmoderne », dans Formes et politiques de la bande dessinée, Louvain : Peeters, 1998, p. 119-133.